# ماري هوبري
ماري هوبري قابلة «داية/ مولدة» كاثوليكية فرنسية تعيش في لندن. تزوجت من دينيس هوبري عام 1684  وكان رجلا سكيرا بدد كل الأموال التي كانت تكسبها وكثيرا ما أعتاد على ضربها. فطلبت موافقته على الانفصال بالتراضي غير أنه رفض. وذكرت التقارير أن ماري وبعد أن سئمت من الضرب المستمر، قالت لزوجها انه إذا لم يتغير، فإنها ستقتله.
في ليلة 27 كانون الثاني/يناير 1687 وبالضبط في الساعة الخامسة صباحا، عاد دينيس إلى المنزل مخمورا، ثم قام بلكم ماري في معدتها، وحاول التعدي عليها وعندما قاومته، ضربها بعنف مما تسبب لها في النزيف.   إلا أنه وبعد نومه قامت ماري بخنقه وقطع رأسه وأطرافه. اقترح عليها ابنها عدم إلقاء أجزاء جسده في النهر؛ لذا قامت بإلقاء الجذع في كومة قش كانت توجد على بعد مسافة من منزلها، بينما ألقت الرأس والأطراف في أماكن منفصلة في قصر سافوي.
تم اعتقال ماري بعد اكتشاف هوية المتوفي من أجزاء الجسم الملقاة وتم استدعائها في «اولد بايلي» في 22 فبراير. اعترفت ماري بذنبها وحكم عليها بالحرق في اليوم التالي.
تسبب تصرف هوبري في ضجة كبيرة في إنجلترا، وتم الإبلاغ عن محاكمتها واعترافها في منشورات، وأُنتجت قصيدة عن جريمتها. وقد أحرقت علي الوتد في 2 آذار/مارس 1688.